# Karl-Heinz Krüger
Karl-Heinz Krüger (n. 25 decembrie 1953, Templin, Brandenburg, Germania) este un boxer german, medaliat olimpic. A participat la o ediție a Jocurilor Olimpice (1980) în care a câștigat o medalie de bronz.

## Participări
Lista de mai jos prezintă principalele competiții la care a participat Karl-Heinz Krüger de-a lungul carierei.
- boxing at the 1980 Summer Olympics – welterweight[*]